# Helia yrias
Helia yrias là một loài bướm đêm trong họ Erebidae.